# Paul Hunter
Paul Alan Hunter (14. října 1978 Leeds, Anglie – 9. října 2006 Huddersfield, Anglie) byl v letech 1995 až 2006 anglický profesionální hráč snookeru.
Byl trojnásobný vítěz pozvánkového prestižního turnaje Masters v roce 2001, 2002 a 2004, vyhrál dvakrát bodovaný turnaj Welsh Open v roce 2001 a 2002 a bodovaný British Open v roce 2002. Byl vítězem také prvního pro-am turnaje Grand Prix ve Fürthu v roce 2004, který byl po jeho smrti v roce 2007 přejmenován na Paul Hunter Classic. Tento turnaj je od roku 2010 zařazen mezi malé bodované turnaje Main Tour, hraje se každý rok.
V březnu 2005 mu byl diagnostikován neuroendokrinní tumor. Zemřel v říjnu 2006.
Paul Hunter byl výjimečně nadaný mladý snookerový hráč, který měl charisma a pro svůj blonďatý slušivý vzhled byl známý pod přezdívkou „Beckham of the baize“. I když zdobil snookerovou scénu pouze 11 let jako profesionál, bude mnohem déle žít v myslích těch, kteří ho viděli hrát a těšili se z jeho společnosti.

## Kariéra

### Amatér
Paul Hunter chodil do školy Cardinal Heenan High School v Leedsu. Bavil ho snooker, kterému věnoval spoustu času a ve dvanácti letech byl již uznávaný pro své herní kvality. Než vstoupil v šestnácti letech mezi profesionály, byl ve finále British Under 18, vítězem Pontins Star of the Future under 16 a také dvojnásobným vítězem Leicester Junior Open.

## Úspěchy
výhry v bodovaném turnaji:
- 1998 Welsh Open (Paul Hunter 9-5 John Higgins)
- 2002 Welsh Open (Paul Hunter 9-7 Ken Doherty)
- 2002 British Open (Paul Hunter 9-4 Ian McCulloch)

výhry v nebodovaném turnaji:
- 2001 Masters (Paul Hunter 10-9 Fergal O'Brien)
- 2002 Masters (Paul Hunter 10-9 Mark Williams)
- 2004 Masters (Paul Hunter 10-9 Ronnie O'Sullivan)

- 2004 Grand Prix Fürth (Paul Hunter 4-2 Matthew Stevens)